# Schuppiger Träuschling
Der Schuppige Träuschling (Leratiomyces squamosus, Syn.: Stropharia squamosa, Hypholoma squamosa, Psilocybe squamosa) ist eine Pilzart aus der Gattung Leratiomyces.

## Merkmale
Der Schuppige Träuschling bildet relativ kleine, in Hut und Stiel gegliederte Fruchtkörper. Der oberseits gelbliche bis ockerfarbene Hut wird 2–5 cm breit, der Scheitel ist häufig fuchsig gefärbt, eine Form mit orangebräunlicher Hutfarbe wurde als Varietät thrausta beschrieben. Der Hut ist anfangs halbkugelig, er wird mit zunehmender Reife des Fruchtkörpers konvex und ist bei alten Exemplaren flach ausgebreitet. Die Hutoberfläche ist klebrig und mit zarten, feinverteilten Flocken besetzt. Der Stiel wird 6–11 cm lang und 4–9 mm stark, er ist starr, elastisch und hohl. An der Ringzone ist er oft abgeknickt, oberhalb des häutigen, tief sitzenden Ringes ist der Stiel weißlich bis hellbräunlich, unterhalb auf braunem Grund mit weißlichen Schuppen besetzt. Die Lamellen sind breit am Stiel angewachsen, jung hell graubraun, reif dunkel pupurbraun und oft gescheckt.

## Ökologie
Der Schuppige Träuschling lebt saprobiontisch an Holz und Holzresten, er besiedelt Laubholz, kommt daher vor allem in Laubwäldern vor, daneben wächst er in Parkanlagen auf mit Holzabfällen bedeckten Flächen. Die Art bevorzugt neutrale bis alkalische Böden. Die Fruchtkörper erscheinen in Mitteleuropa im Herbst.

## Verbreitung
Der Schuppige Träuschling kommt in Japan, Nordamerika, Nordafrika und Europa vor. In Europa erstreckt sich seine Verbreitung vom Mittelmeergebiet und der Ukraine bis Großbritannien, den Hebriden, Estland und Skandinavien (bis Lappland). In Deutschland ist er weit verbreitet, kann aber gebietsweise selten sein. 

## Systematik
Der Schuppige Träuschling wurde früher in vielen unterschiedlichen Gattungen geführt. So stand er z. B. bereits in den Gattungen der Träuschlinge (Stropharia), der Schwefelköpfe (Hypholoma) und auch in den Gattungen Geophila, Psilocybe und Stropholoma. Durch genetische Studien wurde schließlich gezeigt, dass der Schuppige Träuschling zur Gattung Leratiomyces gehört.

## Bedeutung
Der Schuppige Träuschling ist giftverdächtig.